# Mengke Bateer
Mengke Bateer (chinesisch 孟克巴特尔, mongolisch ᠮᠥᠩᠬᠡᠪᠠᠭᠠᠲᠤᠷ; * 20. November 1975 in Ordos) ist ein ehemaliger chinesischer Basketballspieler mongolischer Abstammung.

## Werdegang
Als Spieler der Peking Ducks erzielte der aus der Inneren Mongolei stammende Bateer in der Saison 2001/02 in der chinesischen Liga im Durchschnitt 24,3 Punkte sowie 14,2 Rebounds je Begegnung. Ende Februar 2002 wechselte er in die Vereinigten Staaten und wurde nach Wang Zhizhi der zweite Chinese in der Geschichte der nordamerikanischen Liga. Für Denver erzielte Bateer in 27 NBA-Spielen im Durchschnitt 5,1 Punkte sowie 3,6 Rebounds.
Im Oktober 2002 wurden die Rechte an Bateer von Denver an den NBA-Konkurrenten Detroit Pistons abgegeben, die sie nur zwei Tage später an die San Antonio Spurs weiterreichten. Für die Texaner bestritt er während der Saison 2002/03 zwölf NBA-Spiele (0,8 Punkte und 0,8 Rebounds je Begegnung) und trug auf diese Weise zum Gewinn des Meistertitels bei. Im Juli 2003 nahmen die Toronto Raptors den Innenspieler unter Vertrag. Bateer wurde von Toronto in sieben Ligaspielen eingesetzt.
Anfang Januar 2004 kam er im Rahmen eines Tauschhandels zu den Orlando Magic, die aber nicht auf Bateer setzten, sodass er im selben Monat vereinslos wurde. Im Frühjahr 2004 trainierte Bateer zeitweise bei den Dallas Mavericks mit, kam dort aber nicht in Spielen zum Einsatz. Anfang April 2004 kehrte er nach China zurück. Im Oktober 2004 bestritt er drei Vorbereitungsspiele für die New York Knicks, Ende des Monats kam es zur Trennung.
Er spielte in der Saison 2004/05 bei der Mannschaft Huntsville Flight in der US-Liga D-League. Bateer kam in 24 Einsätzen auf durchschnittlich 12 Punkte sowie 5,3 Rebounds.
In der Vorbereitung auf die Saison 2005/06 weilte er bei den Cleveland Cavaliers in den Vereinigten Staaten, wurde aber Mitte Oktober 2005 vor dem Beginn der NBA-Saison aus dem Aufgebot gestrichen. Bateer ging nach China zurück. Dort spielte er unter anderem wieder in Peking und von 2007 bis 2013 für die Xinjiang Flying Tigers. Den Meistertitel in der chinesischen Liga CBA gewann Bateer während seiner Laufbahn nicht.

### Nationalmannschaft
Im Alter von 18 Jahren wurde Bateer erstmals in die A-Nationalmannschaft der Volksrepublik China berufen.
1996, 2000 und 2004 nahm er an den Olympischen Sommerspielen teil. 1998 war Bateer in Bangkok Mitglied der chinesischen Mannschaft, die die Asienspielen gewann. 2001 holte er mit Chinas Auswahl bei der Sommeruniversiade ebenso die Silbermedaille wie 2002 bei den Asienspielen.

## Sonstiges
Als Schauspieler wirkte Bateer an Filmen mit. Im Oktober 2018 wurde er zum Vorsitzenden des Basketballverbands der Inneren Mongolei gewählt.